# Лукино (деревня, Москва)
Лукино — деревня в Троицком административном округе Москвы (до 1 июля 2012 года была в составе Наро-Фоминского района Московской области). Входит в состав поселения Новофёдоровское.

## Население
| 1852 | 1859 | 1899 | 1926 | 2002 | 2006 | 2010 |
| ---- | ---- | ---- | ---- | ---- | ---- | ---- |
| 418  | ↘402 | ↗417 | ↘322 | ↘1   | ↘0   | →0   |

Согласно Всероссийской переписи, в 2002 году в деревне проживала 1 женщина. По данным на 2005 год, в деревне не было постоянного населения.

## География
Деревня Лукино находится в северо-западной части Троицкого административного округа, у границы с Наро-Фоминским районом, примерно в 15 км к западу от центра города Троицка, на левом берегу реки Пахры. В 9 км к северо-западу проходит Киевское шоссе М3, в 11 км к юго-востоку — Калужское шоссе А130, в 3 км к северо-востоку — Московское малое кольцо А107. Ближайшие населённые пункты — деревни Игнатово и Лисинцево.

## История
В середине XIX века деревня Лукино относилась ко 2-му стану Верейского уезда Московской губернии, в деревне было 64 двора, крестьян 192 души мужского пола и 226 душ женского.
В «Списке населённых мест» 1862 года — владельческая деревня по левую сторону 2-го Подольского тракта (от Новокалужского тракта к границе Подольского уезда), в 55 верстах от уездного города и 20 верстах от становой квартиры, при реке Пахре, с 55 дворами и 402 жителями (177 мужчин, 225 женщин).
По данным на 1890 год — деревня Рудневской волости Верейского уезда, в ней располагалась квартира полицейского урядника, в 1899 году в деревне имелось земское училище, проживало 417 жителей.
В 1913 году — 93 двора и земское училище.
По материалам Всесоюзной переписи населения 1926 года — центр Лукинского сельсовета Петровской волости Звенигородского уезда в 12,8 км от Петровского шоссе и 12,8 км от станции Апрелевка Киево-Воронежской железной дороги, проживало 322 жителя (132 мужчины, 190 женщин), насчитывалось 79 хозяйств, из которых 73 крестьянских, имелась школа 1-й ступени.
1929—1930 — населённый пункт в составе Звенигородского района Московской области.
1930—1963, 1965—2012 гг. — в составе Наро-Фоминского района Московской области.
1963—1965 гг. — в составе Звенигородского укрупнённого сельского района Московской области.